# مکیناو سیتی (میشیگان)
مکیناو سیتی، میشیگان (انگلیسی: Mackinaw City, Michigan) یک روستا در شهرستان چبویگان، میشیگان و شهرستان امت، میشیگان، ایالات متحده آمریکا است که ۸۴۶ نفر جمعیت دارد.